# François Daumas
Pour les articles homonymes, voir Daumas.
François Daumas (né le 3 janvier 1915 à Castelnau-le-Lez, où il est décédé le 6 octobre 1984) a été pendant dix ans (1959-1969) directeur de l'Institut français d'archéologie orientale du Caire.

## Biographie
Agrégé de Lettres en 1941, il devient à la Libération le 23 août 1944 le président de la délégation spéciale remplaçant le Conseil municipal dissous et donc de fait Maire de Castelnau-le-Lez. En 1946, diplômé de l'école des hautes études, il part pour l'Égypte. Durant l'été 1958, il conduit des fouilles sur le plateau de Substantion, qui ont permis de mettre au jour de nombreux vestiges datant de l'époque romaine.
Le centre d'égyptologie de l'université Paul Valéry (Montpellier III), porte son nom.
Comme on peut le constater au vu de ses publications, François Daumas avait une prédilection pour les Dieux et le divin ; il répartit le panthéon égyptien en trois groupes :
- les Entités divines intellectuelles, plus particulièrement destinées aux temples ;
- les Seigneurs divins, adorés dans les villes ou les villages ;
- les Dieux des fonctions vitales, protecteurs de la famille, de la naissance, gardiens de la fertilité du sol, des récoltes.

## Publications
- Les Mammisis des temples égyptiens, Les Belles Lettres, Paris, 1958,
- Les Mammisis de Dendara, IFAO, Le Caire, 1959,
- Les dieux de l'Égypte, Presses universitaires de France, Paris, 1965, réédit. 1977,
- La civilisation de l'Égypte pharaonique, Arthaud, 1965, réédit. 1988,  (ISBN 2700306678),
- Avec Émile Chassinat :
  - Le temple de Dendara, VI, IFAO, Le Caire, 1965,
  - Le temple de Dendara, VII, 2 fasc., IFAO, Le Caire, 1972,
  - Le temple de Dendara, VIII, 2 fasc., IFAO, Le Caire, 1978,
- Avec A. Guillaumont, Kellia I, Kôm 219, FIFAO, Le Caire, 1969,
- Od Narmera do Kleopatry, Warsaw, 1973,
- La vie dans l'Égypte ancienne, Que sais-je ?, PUF (Presses universitaires de France), Paris, 1974,
- Hymnes et prières de l'Égypte ancienne, avec André Barucq, Éditions du Cerf, janvier 1980,  (ISBN 2204013374),
- Avec Cyril Aldred, Christiane Desroches Noblecourt et Jean Leclant, L'Égypte du crépuscule, L'univers des formes, Gallimard, Paris, 1980,
- Avec G. Castel et Jean-Claude Golvin, Les fontaines de la porte nord, Dendera, monuments de l'enceinte sacrée, Le Caire, 1984,
- Le temple de Dendara, IX, IFAO, Le Caire, 1987,
- Amour de la vie et sens du divin dans l'Égypte ancienne, Éd. Fata Morgana, Collection Hermes, 1998,  (ISBN 285194455X).